# Club de Fútbol Unión Viera
El Club de Fútbol Unión Viera es un club de fútbol del municipio de Las Palmas de Gran Canaria, Canarias, España. Fue fundado en 1962 y este año se estrenó en el fútbol canario tras proclamarse campeón de Preferente Las Palmas y obteniendo una plaza para jugar en España en la Tercera División de España - Grupo XII.
Cuenta con un filial compitiendo en 1.º Regional.

## Historia
Fundado en 1962, el Unión Viera es uno de los clubes históricos de la isla de Gran Canaria en la categoría de 1ª, en la que disputó hasta dieciocho campañas consecutivas. Con la llegada de la década de 2010, el club logró sus mejores registros al debutar en la liga de Preferente Las Palmas y ascender en sólo dos campañas a la Tercera División.
En el año de debut en el fútbol en España, el conjunto grancanario logró una meritoria cuarta plaza que le dio el derecho a participar en el play off de Ascenso a la Segunda División B, enfrentándose a la Cultural y Deportiva Leonesa. Un empate a un tanto en el Estadio Pepe Gonçalvez y una posterior goleada de los leoneses en el Estadio Municipal Reino de León por cuatro goles a uno apeó a los rojinegros del camino del ascenso.

## Temporadas
| Temporada | División    | Posición | Copa del Rey |
| --------- | ----------- | -------- | ------------ |
| 1991/92   | 2ªRegional  | 2º       |              |
| 1992/93   | 1ªRegional  | 12º      |              |
| 1993/94   | 1ªRegional  | 3º       |              |
| 1994/95   | 1ªRegional  | 12º      |              |
| 1995/96   | 1ªRegional  | 4º       |              |
| 1996/97   | 1ªRegional  | 12º      |              |
| 1997/98   | 1ªRegional  |          |              |
| 1998/99   | 1ªRegional  | 10º      |              |
| 1999/00   | 1ªRegional  | 10º      |              |
| 2000/01   | 1ªRegional  | 6º       |              |
| 2001/02   | 1ªRegional  | 10º      |              |
| 2002/03   | 1ªRegional  | 8º       |              |
| 2003/04   | 1ªRegional  | 4º       |              |
| 2004/05   | 1ªRegional  | 7º       |              |
| 2005/06   | 1ªRegional  | 8º       |              |
| 2006/07   | 1ªRegional  | 6º       |              |
| 2007/08   | 1ªRegional  | 3º       |              |
| 2008/09   | 1ªRegional  | 2º       |              |
| 2009/10   | 1ªRegional  | 1º       |              |
| 2010/11   | Preferente  | 11º      |              |
| 2011/12   | Preferente  | 1º       |              |
| 2012/13   | 3ª División | 4º       |              |
| 2013/14   | 3ª División | 14º      |              |
| 2014/15   | 3ª División | 8º       |              |

| Temporada | División     | Posición | Copa del Rey |
| --------- | ------------ | -------- | ------------ |
| 2015/16   | 3ª División  | 5º       |              |
| 2016/17   | 3ª División  | 18º      |              |
| 2017/18   | Preferente   | 2º       |              |
| 2018/19   | 3ª División  | 3º       |              |
| 2019/20   | 3ª División  | 10º      |              |
| 2020/21   | 3ª División  | 12º      |              |
| 2021/22   | 3ª División  | 16º      |              |
| 2022/23   | Preferente   | 1º       |              |
| 2023/24   | Preferente   | 2º       |              |
| 2024/25   | 3ªFederación |          |              |

### Datos del Club
- Temporadas en 3ª División: 10
- Temporadas en Preferente: 5
- Temporadas en 1ª Regional: 18
- Temporadas en 2ª Regional: 1

## Palmarés

### Trofeos Regionales
- Copa R.F.E.F. (Fase Autonómica de Canarias) (1): 2014-15

## Instalaciones
El Unión Viera juega sus partidos oficiales en el Estadio Alfonso Silva. Se encuentra situado en el barrio de La Ballena, en Las Palmas de Gran Canaria.